# Нижняя Куба
Нижняя Куба — деревня в Чернушинском районе Пермского края. Входит в состав Бедряжинского сельского поселения.
Находится примерно в 12 км к северо-западу от центра города Чернушки.

## Население
В 2005 году численность населения составляла 23 человека.
По результатам переписи 2010 года численность населения составила 2 человека, обе женщины.